# NSU Gebirgskarette
Die NSU Gebirgskarette ist ein Prototyp der NSU Motorenwerke aus dem Jahr 1960 als Entwurf eines Zug- und Transportfahrzeugs für die Gebirgstruppe der Bundeswehr.

## Entwicklung
Mit Aufstellung der Gebirgstruppe in der Bundeswehr wurde schnell der Bedarf dieser Truppengattung erkannt, gerade in schwierigem Gelände durch besonders angepasste Transportfahrzeuge unterstützt zu werden. Auf Basis des NSU-Kettenkraftrades Sd.Kfz. 2 der Wehrmacht entwickelte und baute NSU drei Prototypen der Gebirgskarette.
Mit einem stufenlos hydrostatischen Überlagerungslenkgetriebe und Hydrofederelementen ist das Konstruktionskonzept sehr aufwendig.
Die Erprobung ergab, dass das Fahrzeug jedoch infolge der schmalen Ketten und des dadurch gegebenen hohen Bodendrucks gerade auf Schneeflächen nicht geeignet war. Zu einer Einführung der Gebirgskarette kam es daher nicht. Auch weitere Erprobungen bereits eingeführter ausländischer Modelle verliefen erfolglos.
Die Truppe erhielt ab 1975 den PB 25.170 D PistenBully von Kässbohrer, der ab 1985 durch das Mehrzweck-Geländefahrzeug Bv 206 D ersetzt wurde.

## Ausstellung im Museum
Einer der drei Prototypen ist in der Wehrtechnischen Studiensammlung in Koblenz ausgestellt.